# Dolores (Uruguay)
Dolores es una ciudad uruguaya del departamento de Soriano, y sede del municipio homónimo de Dolores. Podría ser, la fundada en el año 1574 con el nombre "San Salvador" por Ortiz de Zárate la población más antigua de Uruguay.
Ubicada a orillas sur del río San Salvador es un importante centro de acopio de granos y la segunda ciudad más grande por población del departamento de Soriano.

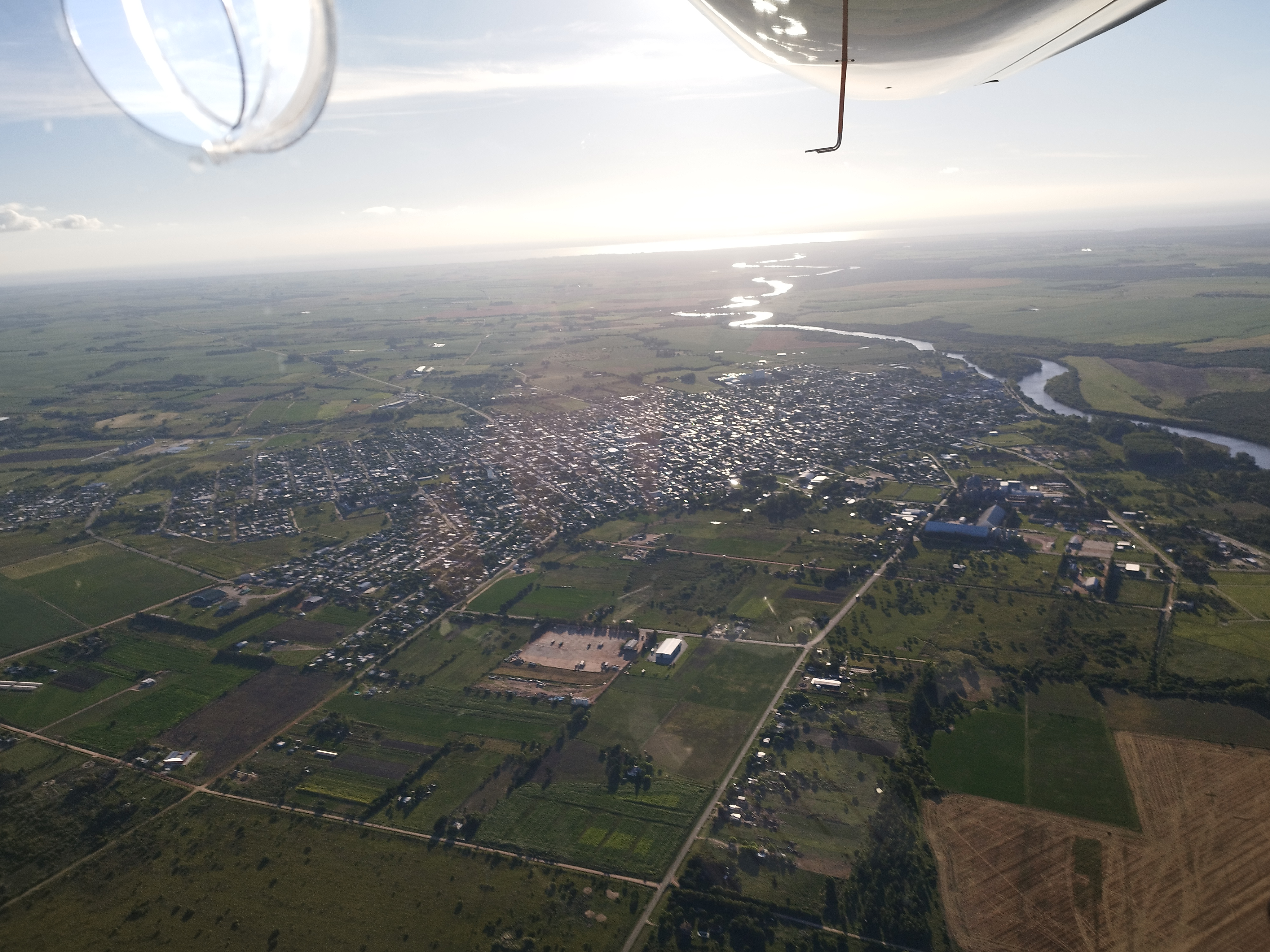
Ciudad de Dolores - Fotografía aérea.

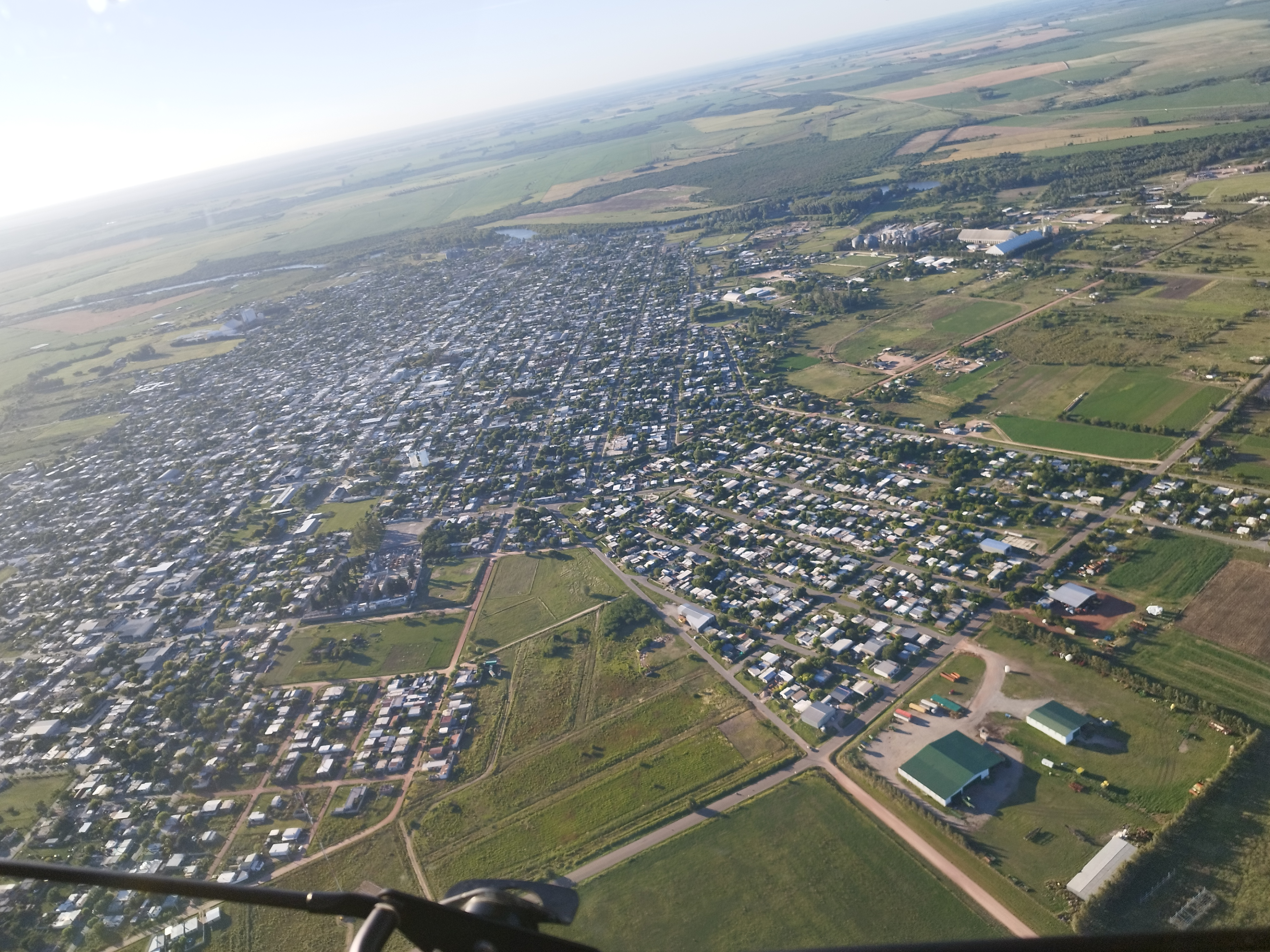
Ciudad de Dolores.

## Historia
La región de Montevideo
—desde el río San Salvador al Sur— en la época precolombina contó tanto con el tránsito de parcialidades charrúas, como con el de pueblos ribereños, que tenían relaciones de intercambio con los guaraníes.
Los españoles llegaron casi 30 años después de su descubrimiento de América, al parecer los primeros en pisar tierra "sansalvadoreña" fueron —en 1520— los navegantes de la Nave "Santiago" comandada por Juan Serrano. El primer asentamiento duradero en tierra firme se produjo en 1527, cerca de la desembocadura del San Salvador, cuando Sebastián Gaboto estableció un puerto (aunque siempre se habla de un fuerte) como base para su incursión hacia el centro de América. En ese mismo lugar, en 1528 se realiza la primera plantación de trigo en América Latina. Más tarde, en el avance de la conquista, por 1574, se produce la  batalla de San Salvador en la que Juan Ortiz de Zárate y Juan de Garay vencen en combate a los charrúas liderados por Zápican, Abayubá, Anagualpo, Yandinoca y Tabobá. Tras la batalla, en ese mismo año 1574, Juan Ortiz de Zárate funda la ciudad zaratina de El San Salvador, donde sitúa la capital de la Nueva Vizcaya —cuya jurisdicción abarcaba los actuales Uruguay, centro de Argentina, Paraguay y Sur de la Provincia de Río Grande do Sur, Brasil— y que fue desmantelada en 1576.
El actual poblado tiene su origen en la pulpería que Manuel Ponte (o Manuel Sarambión o Manuel Sarampión) instaló hacia 1750 en un cruce de caminos en paraje El Espinillo, en jurisdicción del partido y curato de Víboras (localidad desaparecida y que se ubicaba cercana a la actual Nueva Palmira). Ponte había instalado además una pequeña casa de oración con una imagen de la Virgen Nuestra Señora de los Dolores. En 1774 se crea el Curato y Partido de El Espinillo (segregado del anterior) que puede ser tomado incluso como la fecha de reconocimiento de la existencia del pueblo. El crecimiento del número de habitantes, a los que resultaba difícil de mantener por la escasez de recursos en sus inmediaciones, provocó su traslado, primero a Puerto Aldao sobre el río Uruguay donde actualmente está el Balneario "La Concordia" (fueron y volvieron por un litigio de campos) y después -en 1801- a la margen izquierda del "San Salvador".
En el nuevo emplazamiento la localidad se desarrolló rápidamente gracias al laborioso empuje de su propia gente.  Primero fue la industria saladerial y luego la agrícola, la que acarrearon su crecimiento, al punto de que en 1874, fue planteada públicamente la idea de crear un departamento con Dolores como cabeza.
Fue declarada ciudad en 1923. Desde la mitad del siglo XX es considerada como "la capital del Trigo" o "el granero del Uruguay".
Su plaza principal fue engalandada con diseños del paisajista francés Carlos Racine.

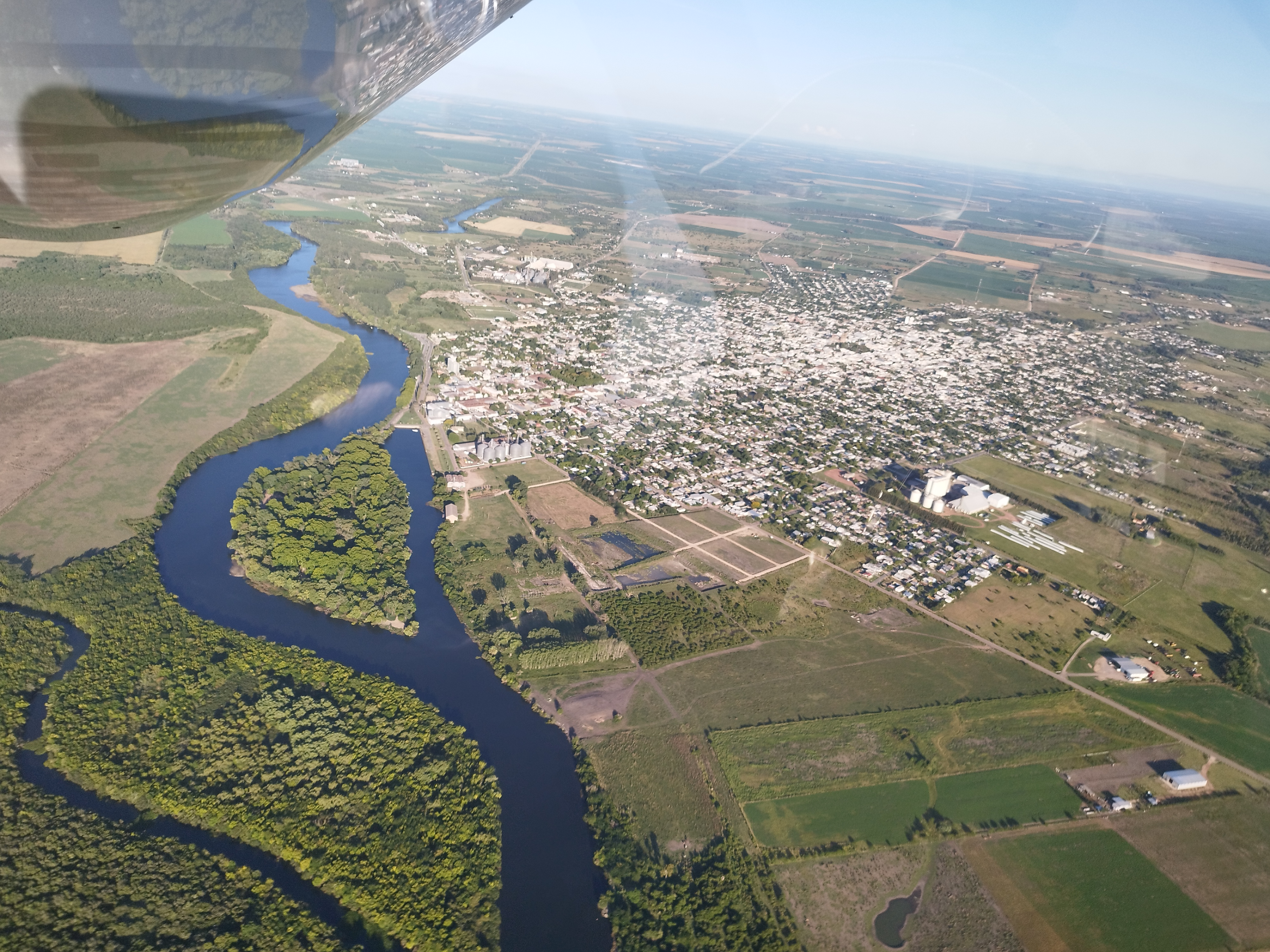
Ciudad de Dolores y península Timoteo Ramospé

## Población
Según el censo de 2023 la ciudad contaba con una población de 18 447 habitantes.
| 1963 | 12 480 | 13 322 | 13 084 | 14 784 | 15 753 | 17 174 | 18 447 |
| (Fuente: INEInstituto Nacional de Estadística. «Censo Nacional de Población, Hogares y Viviendas 2023 - Visualizador» (html). Consultado el 2 de enero de 2025.</ref>) |        |        |        |        |        |        |        |

## Autoridades
La administración de las ciudades del interior de los departamentos uruguayos, desde la reforma constitucional de 1934, estuvo a cargo de Juntas Locales, cuerpos constituidos por 5 miembros designados por la Junta Departamental (el parlamento del distrito) a propuesta del Intendente. La última Junta Local cesó el 15 de febrero de 1995 y era presidida por Luis Alberto Bianchi Badano. Entre 1995 y 2010 no se designaron miembros de las Juntas por lo que las funciones ejecutivas fueron cumplidas por un funcionario nombrado directamente por el Intendente en funciones. Tras la aprobación por el Parlamento de una ley denominada de descentralización, diversas localidades del Uruguay pasaron a contar con gobiernos locales denominados Municipios. Los municipios son administrados por un Consejo de 5 miembros, siendo el miembro más votado el alcalde. El 9 de mayo de 2010 fueron elegidos los primeros miembros de ese Consejo, los que asumieron sus cargos el 9 de julio.  El primer Consejo Municipal de la historia de la ciudad de Dolores estuvo constituido por Javier Utermark Brochini como alcalde, y por los concejales Mario Sergio Camacho, Walter Sasso, Alejandro Poloni Barzelli y Milton Ramón Mastandrea. En 2012 Alejandro Poloni renunció y su cargo fue ocupado por el concejal Willy Wilmar Malatés Córdoba.

## Política
Las agrupaciones políticas locales son secciones de las colectividades nacionales, y sus dirigentes en la circunscripción actúan a modo de representantes de los líderes o fracciones de sus respectivos partidos políticos.

## Cultura
Dolores posee un Museo Regional de la Agricultura, fundado en 1989, cuya administración está a cargo desde el año 2006, de la Asociación Civil Lacan-Guazú.

En pintura se destaca Julio César Asarián Buschiazzo, en literatura Roberto Sari Torres López y en música Gastón Ciarlo (conocido con el nombre artístico de Dino, n. 30 de septiembre de 1945, Montevideo).

En música también se destacan otras agrupaciones como Los Estudiantes (Rock Clásico); las murgas 7 y 3 y La Tota González; 220 (Pop-Rock); Manitu (Hard Rock); Overdrive (Candombe-Rock).

## Turismo
Es famosa la fiesta anual de los estudiantes donde se dan cita representantes de escuelas secundarias de esta ciudad, Dicha fiesta es llamada "Fiesta Nacional de la Primavera". Inicialmente - en la década de 1960- se celebró en fecha próxima al comienzo de la estación 21 de septiembre. Se realiza los segundos domingos de octubre.
Asimismo es conocida por la Fiesta Nacional del Caballo, llevada adelante  -desde 1988- por un Comité Popular de aficionados a las actividades ecuestres, y el rally de motociclismo Enduro Open que se realiza -a partir del 2006- lo más cerca posible del 3.er. domingo de marzo de cada año- bajo la organización del grupo Enduro, como popularmente se le denomina a la subcomisión de Motociclismo del Club Atlético San Lorenzo.

## Deportes
El principal deporte es el fútbol que comenzó a jugarse hacia el año 1908. A nivel de mayores en la liga local (denominada Liga Regional de Fútbol de Dolores, fundada en 1922) lo practican 8 clubes locales: Libertad FC (1921), Club Atlético Bella Vista (1927), Club Atlético Peñarol (1935), San Salvador (1939), Club Nacional de Football (1940), Danubio (1945), Progreso (1945) y Sportivo Barracas F.C (1961). Recientemente se desafiliaron el Libertad de la localidad de Cañada Nieto y el Villa Soriano F.C. de la localidad del mismo nombre. El equipo más laureado es el Sportivo Barracas. Este último ha obtenido el título en 30 ocasiones, siendo el actual tetra campeón (2021-2024).
También son populares el básquetbol, practicado por el Club Atlético Peñarol y el Club Bella Vista, que participan en la Liga de Baloncesto de Mercedes junto a Fray Bentos con 4 categorías promocionales (Mini, Cadetes, Juveniles e Infantiles); y el motociclismo a cargo de los clubes CODAD, y Club Atlético San Lorenzo de Dolores. Bajo responsabilidad de estas se realizan anualmente se realizan varias fechas de los campeonatos nacionales de motociclismo. El San Lorenzo organizó además el rally de motociclismo Enduro Open entre 2006 y 2011 y su sustituto el Enduro Indoor.

## Tornado del 15 de abril de 2016
El Tornado de Dolores fue un tornado EF3-EF4 en la escala Fujita mejorada, con vientos de aproximadamente 219 km/h a 322 km/h,1 ocurrido a las 16:11 del 15 de abril de 2016 en la Ciudad de Dolores, Departamento de Soriano, Uruguay.
Fue el segundo más devastador en la historia del Uruguay, causó 5 muertes, 200 heridos, más de 9000 damnificados y 35 millones de dólares estadounidenses en pérdidas económicas. 
Esto se explica dado que el tornado se formó en las afueras del área suburbana y atravesó la ciudad de lado a lado, hecho poco común en el país, dado que la mayoría de los tornados previos habían ocurrido en localidades aisladas, con poca población.

## Medios de comunicación
Dolores contaba con un periódico (el "Irupé", fundado en agosto de 1962), existen varios portales de noticias en Internet, además hoy día dos radioemisoras (San Salvador AM fundada en 1982, Skorpio FM fundada en 1996; dejó de estar al aire Dolores FM fundada en 2000) y una televisora (de aire repetidora del Canal 4 de Montevideo). También hay un sistema de televisión por Cable.

## Hermanamientos
La ciudad de Dolores ha firmado vínculos de cooperación perdurables, en carácter de hermanamientos, con las siguientes ciudades:
- Dolores, Argentina
- Dolores, España

## Desastres naturales
El 7 de abril de 2012, un tornado de vórtices múltiples asoló esta ciudad causando daños catastróficos. Devastó una estación de servicio, provocó la caída del tendido eléctrico y arrancó árboles de raíz. Causó 3 víctimas fatales y la ciudad quedó muy dañada. Se trató probablemente de un tornado categoría F2/F3.
El 15 de abril de 2016, la ciudad fue afectada por otro tornado EF3-EF4,. Dejó tras de sí al menos 7 víctimas mortales, 250 heridos y millones de dólares en pérdidas materiales. Se trató de un tornado de categoría F3 (probable F4), con vientos de hasta 250 km/h. Casi la mitad de los pobladores resultaron damnificados y 130 manzanas destruidas.